# Amory Houghton
Amory Houghton, 27 juillet 1899 – février 1981, sert comme Ambassadeur des États-Unis en France de 1957 à 1961 et président au niveau national des Boy Scouts of America. Il est président du conseil d'administration de Corning Glass Works (1941-1961). En 1959, il est élu membre honoraire de la Société des Cincinnati de New York.

## Activité professionnelle
Après avoir fréquenté l'université de Harvard, Houghton commence à travailler dans la salle de soufflage B de l'usine Corning Glass Works (de nos jours Corning Incorporated) en 1921. En 1926, il est assistant du président et 2 ans plus tard est élu vice-président exécutif. En 1930, il est élu président et à la mort de son père en 1941, président du conseil d'administration. Après avoir quitté ce poste en 1961, il continue à servir en tant que président du comité exécutif de 1961 à 1964. Il est ensuite de nouveau nommé président du conseil de 1964 à 1971.

## Source de la traduction
- (en) Cet article est partiellement ou en totalité issu de l’article de Wikipédia en anglais intitulé « Amory Houghton » (voir la liste des auteurs).